# Донє Уторе
Донє Уторе (хорв. Donje Utore) — населений пункт у Хорватії, у Шибеницько-Книнській жупанії у складі громади Унешич.

## Населення
Населення за даними перепису 2011 року становило 16 осіб.
Динаміка чисельності населення поселення:

## Клімат
Середня річна температура становить 13,39 °C, середня максимальна – 28,89 °C, а середня мінімальна – -1,39 °C. Середня річна кількість опадів – 836 мм.
| Клімат поселення                              | Клімат поселення | Клімат поселення | Клімат поселення | Клімат поселення | Клімат поселення | Клімат поселення | Клімат поселення | Клімат поселення | Клімат поселення | Клімат поселення | Клімат поселення | Клімат поселення | Клімат поселення |
| Показник                                      | Січ.             | Лют.             | Бер.             | Квіт.            | Трав.            | Черв.            | Лип.             | Серп.            | Вер.             | Жовт.            | Лист.            | Груд.            |                  |
| Середній максимум, °C                         | 9,61             | 10,59            | 13,76            | 17,28            | 22,10            | 26,06            | 28,89            | 28,52            | 23,65            | 18,86            | 13,54            | 10,32            |                  |
| Середня температура, °C                       | 4,10             | 5,07             | 8,25             | 11,78            | 16,61            | 20,56            | 23,97            | 23,62            | 18,74            | 13,96            | 8,63             | 5,42             |                  |
| Середній мінімум, °C                          | −1,39            | −0,44            | 2,76             | 6,28             | 11,11            | 15,05            | 19,06            | 18,71            | 13,84            | 9,05             | 3,73             | 0,51             |                  |
| Норма опадів, мм                              | 71               | 62               | 69               | 74               | 59               | 58               | 37               | 50               | 76               | 88               | 104              | 88               |                  |
| Середньомісячна швидкість вітру, м/с          | 2.30             | 2.52             | 2.71             | 2.62             | 2.32             | 2.08             | 2.10             | 1.92             | 2.12             | 2.18             | 2.60             | 2.53             |                  |
| Середньомісячна сонячна радіація, кДж/м²·день | 5432             | 8197             | 11801            | 16305            | 20247            | 22741            | 24215            | 21364            | 16017            | 10359            | 5837             | 4632             |                  |
| --------------------------------------------- | ---------------- | ---------------- | ---------------- | ---------------- | ---------------- | ---------------- | ---------------- | ---------------- | ---------------- | ---------------- | ---------------- | ---------------- | ---------------- |
| Джерело:                                      |                  |                  |                  |                  |                  |                  |                  |                  |                  |                  |                  |                  |                  |